# Kanton Plouagat
Kanton Plouagat (fr. Canton de Plouagat) je francouzský kanton v departementu Côtes-d'Armor v regionu Bretaň. Tvoří ho sedm obcí.

## Obce kantonu
- Bringolo
- Goudelin
- Lanrodec
- Plouagat
- Saint-Fiacre
- Saint-Jean-Kerdaniel
- Saint-Péver